# Caja negra (novela de Álvaro Bisama)

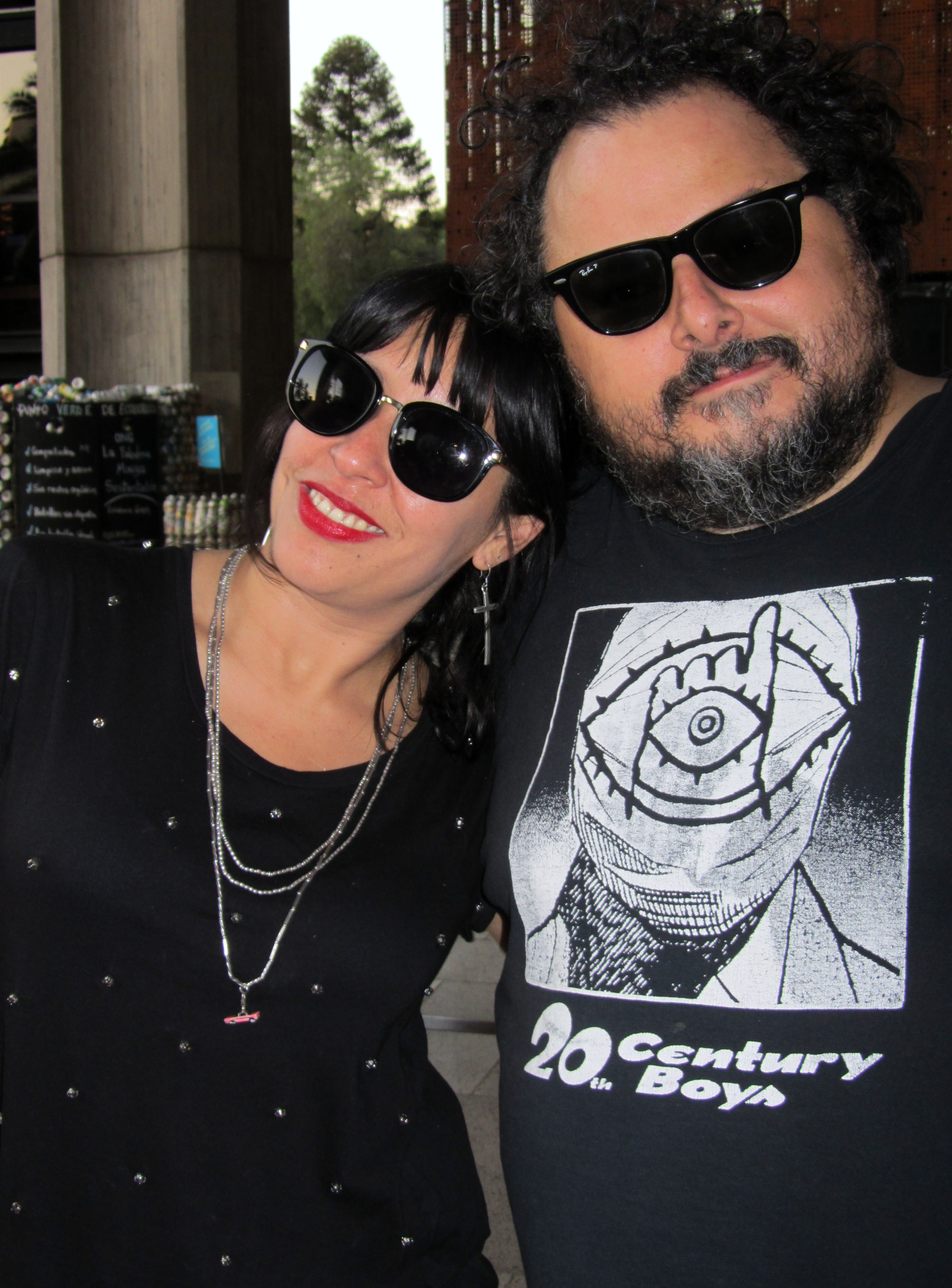
Bisama con su esposa Carla MacKay, a quien le dedicó la novela

Caja negra es la primera novela del escritor chileno Álvaro Bisama, publicada inicialmente en 2006 en la colección Bruguera de Ediciones B. Se trata de una serie de diversas historias relacionadas con el cine de terror, la cultura underground y friki, donde abundan los ovnis y los asesinos en serie.
El autor dedicó esta novela a su esposa Carla McKay, artista contemporánea que diseñó la portada de su siguiente novela, Música marciana.

## Creación de la novela
Para su creación, Bisama se basó en diversas historias de crónicas reales, sobre las cuales fue desarrollando historias que unificó en lo que se convertiría en esta novela. Una de estas historias reales es la del chileno Miguel Ángel Poblete, también conocido como el supuesto «vidente de Villa Alemana», que decía ver a la Virgen María, y que tras su partida a Europa se realizó un cambio de sexo.
Algunas partes de la novela fueron escritas gracias a la Beca de Creación Literaria del Consejo del Libro y la Lectura, adjudicada por Bisama en 2003. El libro está firmado en el Cerro Alegre, en junio de 2006.

## Historia editorial
La novela fue publicada originalmente en 2006, en la colección Bruguera de Ediciones B. En 2015 fue reeditada por Libros del Laurel.

## Estructura
La novela inicia con un epígrafe del escritor Juan Rodolfo Wilcock, el que es sucedido por el extracto de una  supuesta entrevista para Mash-Up al músico japonés Takeshi Osu. A partir de allí el libro se divide en trece capítulos enumerados del «Doce» al «Cero», emulando los últimos segundos de una bomba que va a estallar. Cada capítulo tiene asociada una cita breve de algún personaje real o ficticio, de alguna manera relacionada con el contenido del capítulo. Las citas de cada capítulo son, respectivamente, de Stater, Takeshi Osu, Bowie, Costello, Maquieira, Martínez, Amos, Lihn, Laiseca, Parra, Francis, Jodorowsky y Ellis.

## Argumento
Si bien los capítulos no siguen una relación cronológica, espacial o narrativa evidente, a lo largo de toda la novela se hace referencia a la admiración de algunos personajes por el trabajo de los cineastas chilenos Félix y Claudio Mori, así como de la música pop del japonés Takeshi Osu.
| Capítulo | Contenido |
| -------- | --- |
| Doce     | Un taxista santiaguino reflexiona sobre los universos paralelos y su inminente colapso. Luego estalla una bomba. |
| Once     | Inspirado en Drácula, el religioso compañero de habitación de un veinteañero Samuel Levinas escribe en 1973 un grueso e intrincado libro sobre la persecución de una mujer vampiro a un ángel a través de distintos planos de existencia. El libro es publicado por el MAPU, pero tras el golpe de Estado el Ejército de Chile quema la editorial. |
| Diez     | Un famoso músico chileno de glam rock, seguidor de Takeshi Osu, visita por última vez a su padre, un académico de lenguas muertas ultra-conservador y neofascista que se ha tomado la Escuela de Teología de la PUC, como líder de una secta de jóvenes opositores al retorno de la democracia. Luego de un apocalíptico discurso, su padre le ofrece una herencia, que el artista rechaza. |
| Nueve    | Breve enciclopedia del Cine B chileno de la segunda mitad del siglo XX, conformada por actores, directores, películas y organizaciones ficticios, donde en muchos casos aflora una corriente pinochetista y de personas de izquierda perseguidas durante la dictadura militar. De alguna u otra manera, casi todas las entradas de la enciclopedia se relacionan con los hermanos Mori. |
| Ocho     | 21 pasajes breves que incluyen a un anciano belga que conoce la quinta dimensión; el siglo de vida de un hotel de Valparaíso, escenario de múltiples tragedias y asesinatos; el hermano de Samuel Levinas, conocedor de los crímenes de su hermano; la carta de amor de un asesino; un escritor desquiciado; un videoarte bizarro; un hombre atrapado y cercano a su muerte; conversaciones que asocian a Chile con un hotel de horrores; una idea de película porno de terror; un hombre que vende su alma al diablo; muñecos que pelean a muerte; hoteles como rastros; fanáticos religiosos psicópatas. |
| Siete    | Pedreros, un exescritor albino, autor de novelas de detectives durante la Unidad Popular y aislado desde hace años en las afueras de Rancagua, cuenta cómo luego del golpe de Estado dejó de escribir novelas, para reemplazarlas por traumáticos poemas cuyas palabras luego tarjaba. El único crítico que apreció su obra falleció por una bomba mientras conversaban en un café. Entonces Pedreros comenzó a ver fantasmas, y continuó escribiendo hasta comprender su funesta razón. |
| Seis     | La visión de una muchacha sobre Dios: una nave-fortaleza controlada por un delfín moribundo que busca en silencio la herida que lo rodea, mientras un número creciente de vampiros hermafroditas lo ataca constantemente. |
| Cinco    | Sobre la infancia de los gemelos Félix y Claudio Mori y sus primeras películas de terror, influenciadas por sus primeros trabajos fotográficos, violentos y bizarros, apoyados por su padre Samuel, un fotógrafo de pornografía artística. |
| Cuatro   | Una lista de extrañas cosas que dejó Takeshi Osu luego de desaparecer, incluyendo películas de terror sudamericanas. |
| Tres     | Un escritor que conoció a Pablo Neruda, Manuel Rojas y Juan Luis Martínez, entre otros, está convencido de los poderes de dominación de su escritura, así como de la presencia de vida extraterrestre. |
| Dos      | Entrevista a un famoso músico de rock extranjero, traumado por una fiesta en Chile durante una gira musical, en la que su admirador De la Piedra, músico de baladas, le mostró cómo inspirado en su música torturaba y asesinaba mujeres. Tras esa fiesta y la posterior matanza ejecutada por unos jóvenes inspirados también en su música, su compañero de banda, Jimmy, acabó por colapsar. |
| Uno      | Un hombre cuenta cómo acompañó a un melancólico Claudio Mori, ya distanciado de su hermano Félix, a grabar en Estados Unidos a Los Splendor, una familia de enanos domadores de cocodrilos. Luego de grabar, Claudio conoce en un bar a Takeshi Osu; el primero le cuenta la idea de una película, y el segundo le comparte la dramática vida de su amigo de infancia Kenji, un eminente dibujante de historietas under japonesas y autor de la obra maestra Caja negra. |
| Cero     | Un adolescente de catorce años se encierra unos días en un búnker a escuchar a Takeshi Osu y leer historietas de Galactus, el personaje de Jack Kirby. Al salir, el mundo que conocía ha sido devastado. |